# Chez Hans
Restaurant Chez Hans is een restaurant gevestigd in Cashel in County Tipperary, Ierland. Het is een kwaliteitsrestaurant dat één Michelinster mocht dragen in 1983.
De keukenstijl van Chez Hans was internationaal met Ierse invloed.
Het restaurant is gevestigd in een voormalig vergadergebouw van het protestantse Bisdom Cashel en Emly en was als zodanig in gebruik tot 1950. Het bisdom verkocht het pand dat jaar aan een zakenman die het in 1968 weer verkocht. Toen startte het gebouw een nieuw leven als restaurant.
Ten tijde van de Michelinster was de chef-kok van Chez Hans Hans Peter Matthiae, sinds 1998 is zijn zoon Jason Matthiae de chef-kok.